# Paolo Ignazio Maria Thaon di Revel
Paolo Ignazio Maria Thaon di Revel (Tolón, 2 de mayo de 1888-Poirino, 31 de mayo de 1973) fue un deportista italiano que compitió en esgrima, especialista en la modalidad de espada. Participó en los Juegos Olímpicos de Amberes 1920, obteniendo una medalla de oro en la prueba por equipos.

## Palmarés internacional
| Juegos Olímpicos | Juegos Olímpicos  | Juegos Olímpicos | Juegos Olímpicos   |
| Año              | Lugar             | Medalla          | Prueba             |
| ---------------- | ----------------- | ---------------- | ------------------ |
| 1920             | Amberes (Bélgica) | Medalla de oro   | Espada por equipos |